# 徳島市議会
徳島市議会（とくしましぎかい）は、徳島県の県庁所在地である徳島市の議会。

## 概要
- 定数：30人
- 任期：2023年5月2日 - 2027年5月1日
- 選挙区：市全体を1選挙区とする大選挙区制（単記非移譲式）
- 議長：船越智子（日本共産党徳島市議団）
- 副議長：藤田真由美（公明党徳島市議団）

## 会派
| 会派名               | 議席数 | 所属党派             | 議員名（◎は代表）                                       | 女性議員数 | 女性議員の割合(%) |
| -------------------- | ------ | -------------------- | ------------------------------------------------------- | ---------- | ----------------- |
| 公明党徳島市議団     | 5      | 公明党               | ◎土井昭一、藤田真由美、明石和之、岸本和代、黒下広宣     | 2          | 40                |
| 日本共産党徳島市議団 | 5      | 日本共産党           | ◎古田美知代、加戸真実子、平岡保人、渡邊亜由美、船越智子 | 4          | 80                |
| 朋友会               | 4      | 無所属(連合系中心)   | ◎春田洋、武知浩之、加村祐志、森本聖子                   | 1          | 25                |
| 誠和会               | 3      | 無所属               | ◎井上武、齋藤智彦、大西実希                             | 1          | 33.33             |
| 自由民主党徳島市議団 | 3      | 自由民主党           | ◎須見矩明、美馬秀夫、岡孝治                             | 0          | 0                 |
| 新未来とくしま       | 2      | 立憲民主党1・無所属1 | ◎増田秀司、多田秀                                       | 1          | 50                |
| 自由民主党市民の会   | 2      | 自由民主党           | ◎小野功晴、石部祐一郎                                   | 0          | 0                 |
| 新政会               | 2      | 無所属               | ◎梯学、本田泰広                                         | 0          | 0                 |
| 徳島活性会議         | 2      | 無所属               | ◎黒田達哉、佐々木昌也                                   | 0          | 0                 |
| 無所属               | 1      | 日本維新の会         | 長田善成                                                | 0          | 0                 |
| 無所属               | 1      | 無所属               | 山本武生                                                | 0          | 0                 |
| 計                   | 30     |                      |                                                         | 9          | 30                |

（2023年6月9日現在）

## 議員報酬等
| 役職   | 議員報酬        | 政務活動費 |
| ------ | --------------- | ---------- |
| 議長   | 月額 71万4000円 | 月額 7万円 |
| 副議長 | 月額 64万7000円 | 月額 7万円 |
| 議員   | 月額 60万6000円 | 月額 7万円 |

- 別途、年2回期末手当あり
- 政務活動費の残金は市に返還する義務がある
- 議員年金は2011年（平成23年）6月1日で廃止されている

## 沿革
2017年
- 5月18日、19日 - 両日の夕方、小林雄樹は徳島駅のコンコースで、座っていた県内の女子中学生のスカート内をスマートフォンで盗撮した[4]。
- 6月26日 - 小林は市内の弁護士事務所で記者会見し、「大量に撮った中に写り込んだ。故意ではない」と容疑を否定した[5]。
- 7月21日 - 小林は午前、同じ会派の議員を通じて宮内春雄議長に辞職願を提出し、許可された[4]。
- 同日 - 徳島簡裁は小林に罰金40万円の略式命令を出した[4]。
- 8月31日 - 岡孝治が市に対し、一般廃棄物処理業者に厳しい処分をするよう働き掛けたとされる問題で、百条委員会は岡を証人喚問した。岡は「（業者の許可を）取り消せと言った覚えはない」と否定し、調査を依頼した遠藤彰良市長と、調査団のメンバー3人を名誉毀損で刑事告訴することを明らかにした[6]。

2018年
- 3月7日 - 百条委員会は、岡の不適正な働き掛けを認める内容の報告書案を賛成多数で原案通り可決した[7]。
- 3月23日 - 市議会は、岡に対する問責決議案を賛成多数で可決した[8]。

2021年
- 3月18日 - 共産市議団と自民市議団は、内藤佐和子市長が提出した市長給与の削減率の緩和議案について「公約違反」だとして、内藤に対する不信任決議案を提出。記名投票の結果、賛成11人、反対19人で否決された[9]。
- 4月8日 - 新町西地区再開発事業の中止をめぐり、徳島市と新町西地区市街地再開発組合の間で、「市は組合に4億1千万円の損害賠償金を支払う」とする和解が高松高裁で成立した[10]。
- 6月24日、共産党市議団は、内藤市長と徳島新聞記者の交際を巡る報道を受け、「市の倫理条例に背く行為」として不信任決議案を提出。内藤にとって2回目となる不信任決議案は記名投票の結果、賛成11人、反対19人で否決された[11]。
- 11月30日 - 内藤市長は、前市長の遠藤彰良に約4億5878万円の損害賠償を求める訴訟を起こすための議案を、市議会に提出した。
- 12月16日、市議会は、上記議案を賛成9、反対20で否決した[12][注 1]。

2022年
- 1月 - 岡は、日本維新の会徳島県総支部の解散を決定した。前年10月の衆院選で同党公認で初当選した吉田知代との関係悪化が理由とされる[13][14]。
- 9月20日 - 美馬秀夫（自由民主党徳島市議団）が世界平和統一家庭連合（旧統一教会）の信者であることを認めたと朝日新聞が報道。美馬は取材に対し「使命は教団の願いをかなえること」と述べた[15]。

2023年
- 4月23日 - 徳島市議会議員選挙執行。投票率は41.29％。美馬は自民党公認ではなく、無所属で立候補し、7選を果たした[16]。
- 5月9日 - 市議会事務局は会派名簿を公表。反市長派として市議選を戦った須見矩明、美馬は会派「自由民主党徳島市議団」に、市長派の岡孝治を迎え入れ、同会派は3人でスタートした。須見と美馬に対し「市民への裏切りでは」との批判の声が上がった[17][16]。
- 5月17日 - 岡と佐々木昌也が「阿波おどり未来へつなぐ実行委員会」の委員に選出されたと徳島新聞が報道[18]。
- 9月22日 - 日本共産党市議団（5人）・新未来とくしま（2人）・自由民主党市民の会（2人）の3会派に属する7市議と、反市長派の無所属の1市議は、徳島市阿波おどりで20万円のプレミアム桟敷席が建築基準法に違反した状態で開設された問題などをめぐり、内藤市長に対する問責決議案を提出。記名投票の結果、賛成11人、反対18人で否決された[19]。

2024年
- 6月11日 - 市議会本会議の冒頭で、加村祐志が議長辞職を申し出て承認された。議長選が行われ、日本共産党徳島市議団の船越智子がほかの2候補を上回る13票を獲得し、議長に就任した。共産党所属の議長が誕生するのは初めて[20]。